# Polystichum vestitum

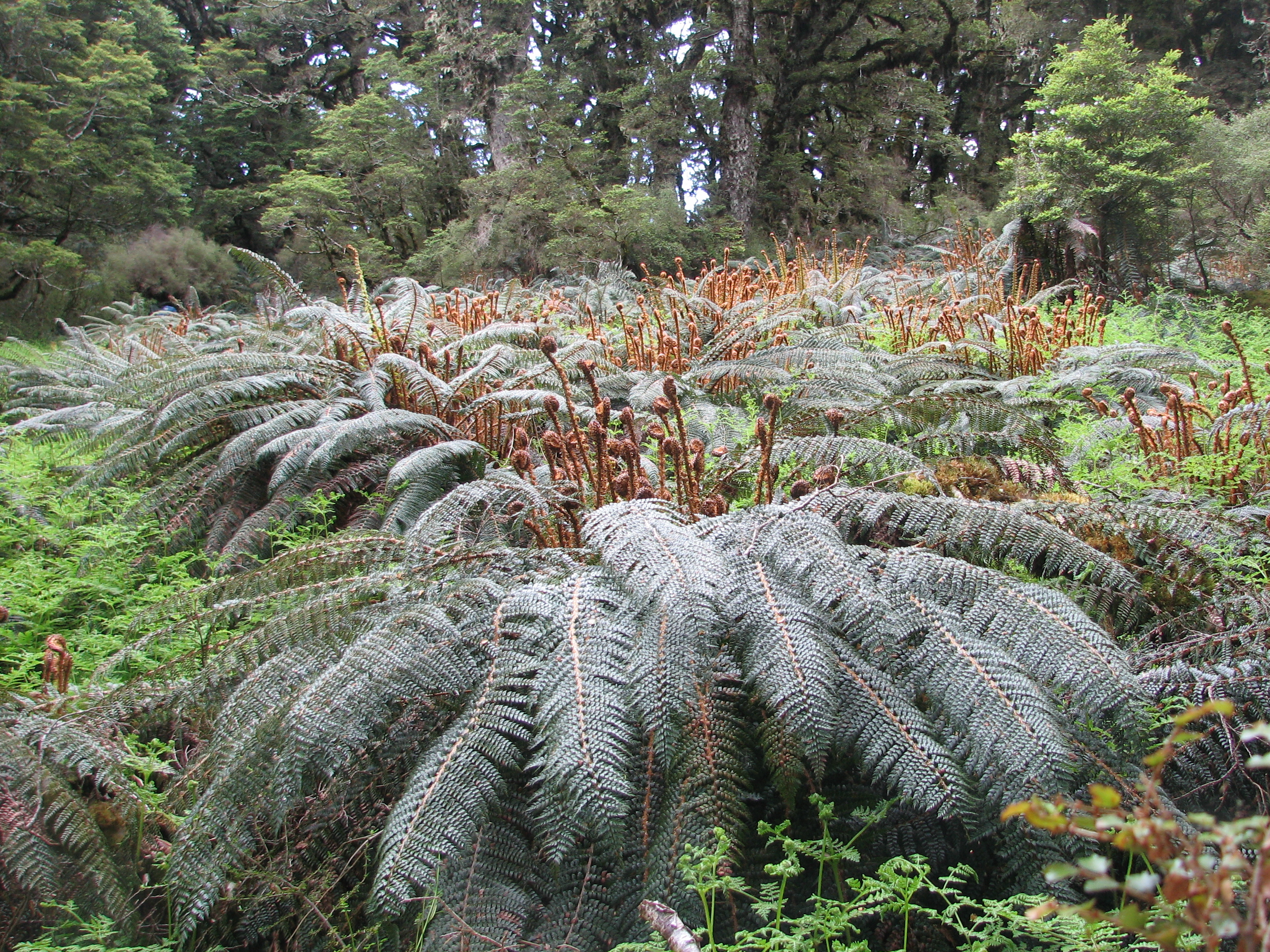

Polystichum vestitum là một loài dương xỉ thuộc họ Dryopteridaceae. Loài này được Georg Forster mô tả khoa học đầu tiên năm 1786.